# Râul Podriga
Râul Podriga este un curs de apă, afluent al râului Bașeu. 